# Tatra T5
Tatra T5 je bio tip tramvaja, kojega je proizvodila ČKD Tatra.

## Konstrukcija
Tatra T5 je jednosmjerni četveroosovinski tramvaj. Izgledom je drugačiji od drugih tramvaja (T1, T2, T3, T4) koji su izrađeni prema koncepciji PCC. Karoserija tramvaja T5 je metalna, a na lijevoj i desnoj strani je valoviti lim.

## Prototip
1972. godine je izrađen prvi prototip tramvaja T5 (g.b 8000) Od siječnja 1973. do ožujka 1974. godine je isprobavan u Pragu, gdje je bio prošao 43 000 km. U rujnu 1974. godine je tramvaj poslan u Most, Češka, gdje je isprobavan dvije godine (jednu godinu i s putnicima). Po povratku u ČKD, tramvaj je dobio tiristore TV1. 1984. godine je opet promijenjena električna oprema. Vozilo je služilo kao probno za tramvaje T6A2 i prikolice B6A2.

## Varijante
Tramvaji T5 su se pojavile u još tri varijante:
- Tatra T5A5, proizveden 1981. godine (samo prototip), manje modifikacije.

- Tatra T5B6, proizvedeni 1976. godine (samo dva prototipa), karoserija širine 2 600 mm.

- Tatra T5C5, prozvedeni 1978. – 1984. (322 tramvaja za Budimpeštu) moguće dvosmjerne kompozicije